# Victory Boulevard

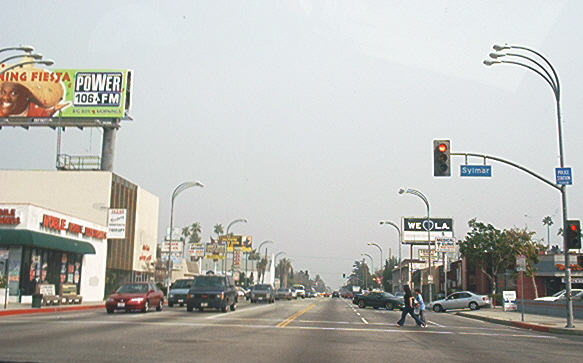
L'intersection de Victory Boulevard et de Sylmar Avenue, à Van Nuys (2002).

Victory Boulevard est une artère principale du comté de Los Angeles (États-Unis) d'orientation est-ouest et d'une longueur de 40 km (25 miles).

## Tracé
Le boulevard suit toute la longueur de la vallée de San Fernando, en Californie du Sud et sépare les communautés aisées du côté sud de la vallée (Woodland Hills, Tarzana et Encino) de celles moins riches de la vallée centrale (Canoga Park, Reseda, Lake Balboa (en), Van Nuys et North Hollywood).

## Lieux intéressants
- Valhalla Memorial Park Cemetery à North Hollywood